# Parc d'État
Un parc d'État, parc provincial ou parc territorial est un type d'aire protégée qui peut s'apparenter à un parc national à une échelle infranationale, en particulier pour les États à régime fédéral. Le niveau de protection de ces aires dépend des législations en vigueur dans les États concernés.  Les parcs d'État, provinciaux et territoriaux sont généralement créés par un État, province, territoire pour préserver un emplacement en raison de sa beauté naturelle, de son intérêt historique ou de son potentiel récréatif.

## Parcs d’État

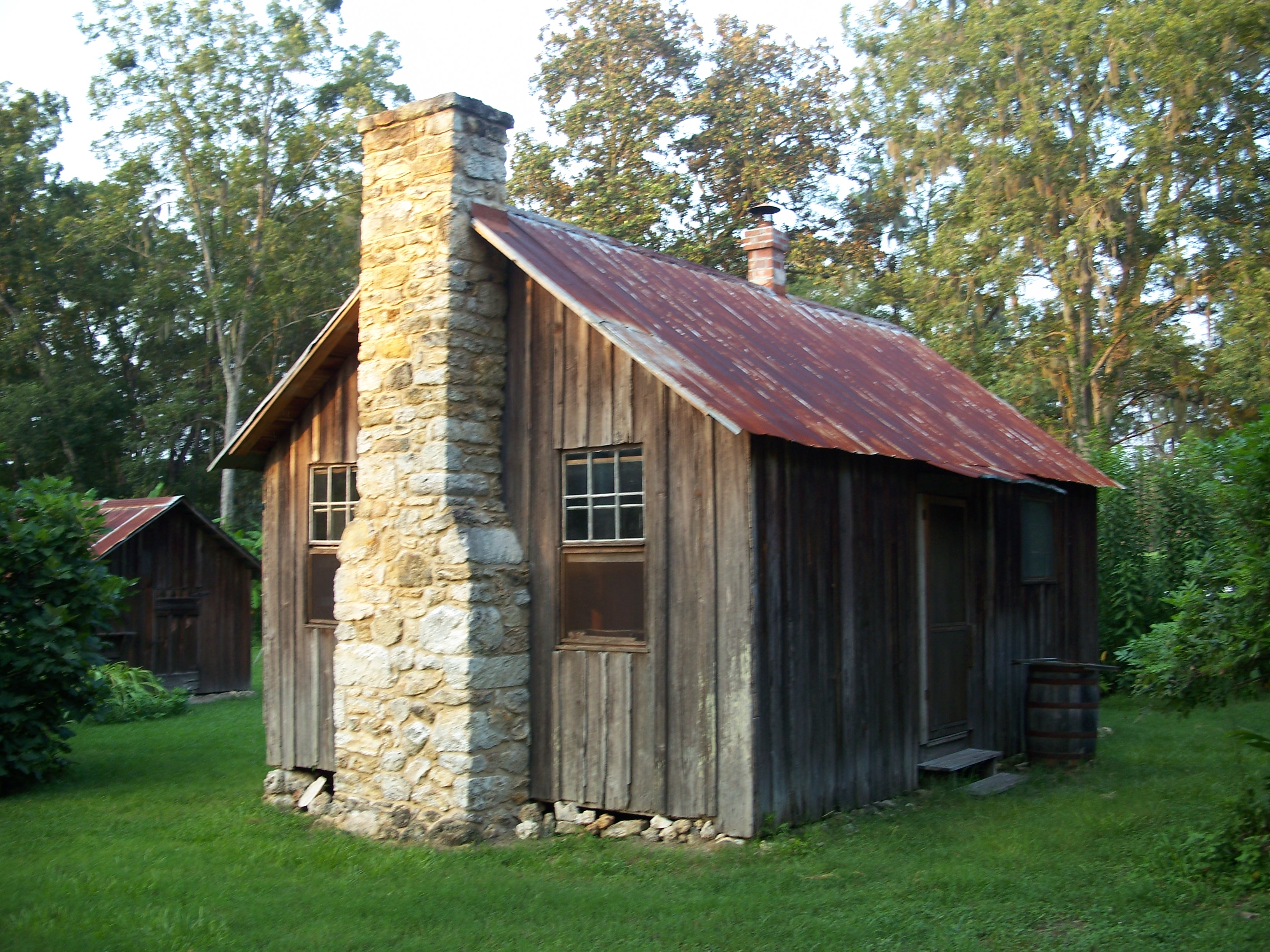
Bâtiment dans le parc historique d'État de Dudley Farm, en Floride.

Les pays suivants disposent de parcs d’État : 
- Australie (par exemple : parc d'État de Grabine Lakeside)

- États-Unis d'Amérique (par exemple : parc d'État de Dinosaur Valley)
- Brésil (par exemple : parc d'État d'Itapuã)

## Parcs provinciaux
Les pays suivants disposent de parcs provinciaux : 
- Argentine (par exemple : Parc provincial d'Ischigualasto)
- Canada (par exemple : parc provincial de Saint-Malo)
- France (par exemple : parc provincial de la Rivière Bleue en Nouvelle-Calédonie)

## Parc territorial
- Canada (par exemple : parc territorial Ovayok)